# One Shot 1997
One Shot 1997 è una raccolta di artisti vari pubblicata dalla collana One Shot dalla Universal Music.

## One Shot 1997 (CD 1)
| Traccia | Artista                  | Titolo                                         | Durata |
| ------- | ------------------------ | ---------------------------------------------- | ------ |
| 1       | Lighthouse Family        | High                                           | 4.33   |
| 2       | Chumbawamba              | Tubthumping                                    | 3.32   |
| 3       | Aqua                     | Barbie Girl                                    | 3.15   |
| 4       | White Town               | Your Woman                                     | 4.17   |
| 5       | Ultra Naté               | Free                                           | 3.51   |
| 6       | Warren G                 | I Shot the Sheriff                             | 4.08   |
| 7       | Basic Connection         | Hablame Luna                                   | 3.52   |
| 8       | Sandy B                  | Make The World Go Round (Deep Dish Radio Edit) | 3.49   |
| 9       | Meredith Brooks          | Bitch                                          | 3.59   |
| 10      | Whirlpool Productions    | From: Disco To: Disco                          | 3.33   |
| 11      | Artificial Joy Club      | Sick & Beautiful                               | 4.21   |
| 12      | OMC                      | How Bizarre                                    | 3.45   |
| 13      | Toni Braxton             | Un-Break My Heart                              | 4.28   |
| 14      | Hanson                   | MMMBop                                         | 3.58   |
| 15      | Paradisio                | Bailando                                       | 3.49   |
| 16      | Guano Apes               | Open Your Eyes                                 | 3.06   |
| 17      | Run DMC vs. Jason Nevins | It's like That                                 | 4.09   |
| 18      | Todd Terry               | Something Goin On (Tees Radio Edit)            | 3.34   |
| 19      | LL Cool J                | Phenomenon                                     | 3.06   |
| 20      | The Heartists            | Belo Horizonti                                 | 3.56   |

## One Shot 1997 (CD 2)
| Traccia | Artista                             | Titolo                                    | Durata |
| ------- | ----------------------------------- | ----------------------------------------- | ------ |
| 1       | Rosana                              | El Talisman                               | 3.36   |
| 2       | Smash Mouth                         | Walkin' on the Sun                        | 3.25   |
| 3       | All Saints                          | Never Ever                                | 4.45   |
| 4       | Vacuum                              | I Breathe                                 | 3.54   |
| 5       | Simone Jay                          | Wanna B Like A Man (Devotional Radio Mix) | 3.47   |
| 6       | Boyzone                             | Picture of You                            | 3.28   |
| 7       | R. Kelly                            | I Believe I Can Fly                       | 4.42   |
| 8       | The Rapsody feat. Warren G & Sissel | Prince Igor                               | 3.48   |
| 9       | Smoke City                          | Mr. Gorgeous (and Miss Curvaceous)        | 4.18   |
| 10      | Radiohead                           | Karma Police                              | 4.22   |
| 11      | Khaled                              | Aicha (Version Mixte)                     | 4.17   |
| 12      | La Fuertezza                        | 2 The Night                               | 3.47   |
| 13      | Monaco                              | Sweet Lips                                | 4.11   |
| 14      | Nuyorican Soul                      | Runaway                                   | 4.06   |
| 15      | James                               | Shes a Star                               | 3.39   |
| 16      | Faithless                           | Insomnia                                  | 3.35   |
| 17      | Jann Arden                          | The Sound Of                              | 3.33   |
| 18      | Chase                               | Obsession                                 | 3.33   |
| 19      | Roni Size / Reprazent               | Heroes                                    | 3.56   |
| 20      | Jaydee                              | Plastic Dreams                            | 3.25   |